# Kavan Smith
Kavan Joel Smith, né le 6 mai 1970, est un acteur canadien connu pour jouer le Major Evan Lorne dans Stargate Atlantis et Stargate SG-1 et pour son rôle de l'Agent Garrity dans les 4400.
Il apparait dans 29 épisodes de Stargate Atlantis et est aussi apparu dans deux épisodes de Stargate SG-1 toujours en tant que Major Lorne.
Il apparait aussi dans plusieurs séries : Supernatural, Smallville, Sanctuary, Tru Calling, Battlestar Galactica, Au-delà du réel, La Treizième Dimension, Eureka...

## Filmographie

### Au cinéma
- 1996 : Le Titanic : 5e officier Harold Lowe
- 2000 : Mission To Mars : Nicholas Willis
- 2001 : Spot de John Whitesell : Ricky
- 2002 : Flagrant délire : Michael Frakes

### À la télévision

#### Séries TV
- 2001 : Les Nuits de l'étrange : Dante (1 épisode)
- 2002 : Smallville : Wade Mahaney (Saison 1 - Episode 13 (Passe-Murailles))
- 2003 : La Treizième Dimension : Matthew (1 épisode)
- 2003 : Tru Calling : Mark Evans (1 épisode)
- 2003 : Jeremiah : Vincent (1 épisode)
- 2004 : Stargate SG-1 : Major Evan Lorne (2 épisodes)
- 2005 : Killer Instinct : Jonas Mentzel (1 épisode)
- 2005 : Réunion : Destins brisés : Dr. David King (1 épisode)
- 2005-2006 : Godiva's : Zach (4 épisodes)
- 2005-2006 : Les 4400 : Agent Garrity (15 épisodes)
- 2005-2009 : Stargate Atlantis : Major Evan Lorne
- 2006 : Battlestar Galactica : Lt. Richard 'Buster' Baier (2 épisodes)
- 2006 : Blade : Alex (1 épisode)
- 2007 : Stargate SG-1 : Major Evan Lorne (2 épisodes)
- 2008 : Supernatural : Médecin enlevé (Saison 3 - Épisode 15) puis Cuthbert Sinclair (S9E16 et S10E19)
- 2008 : Sanctuary : Joe Kavanaugh
- 2009-2012 : Eureka : Sherif Adjoint Andy
- 2013 : Almost Human : A.D.A. Ortega (Saison 1 - Épisode 5)
- 2013-2017 : Rogue : Tom Travis
- 2015 : Mistresses : Ellis Boone (saison 3)
- 2015 : Le cœur a ses raisons : Leland Coulter (depuis la saison 2)
- 2021 : You Had Me At Aloha (TV film Hallmark)

#### Films
- 1999 : Escape from Mars de Neill Fearnley (téléfilm)
- 2002 : Au cœur du temps : Flynn
- 2002 : Apparitions : Matt
- 2002 : Le Choix de l'amour (Due East) : Stephen Dugan
- 2004 : L'Étoile de Noël : Neil Barlow
- 2008 : La Porte Dans Le Noir : Brett
- 2010 : La Digne Héritière : Seth
- 2011 : Métal Monster : Jake Hampton (téléfilm)
- 2011 : Sur les traces de ma fille (The Killing Game) : Mark
- 2014 : Un coach pour mon bébé : Scott
- 2015 : Dernier jour d’été : James
- 2016 : Quand la demoiselle d'honneur s'en mêle : Nick Turner
- 2016 : Un amour irrésistible : Hayden Croft
- 2017 : Coach en mariage et... célibataire ! : Nick Dyson (téléfilm)
- 2018 : Coach en mariage et... amoureuse : Nick Dyson (téléfilm)
- 2019 : Love On The Menu